# Teen Model Venezuela
Teen Model Venezuela (en español: Modelo Adolescente Venezuela) es un concurso de belleza venezolano conducido por la Organización Teen Model Venezuela para adolescentes de entre 14–19 años. La reina actual es Gema Zarina Asuaje de Zulia, electa el 7 de agosto de 2012 en el Gran Salón del Centro Comercial Macaracuay Plaza, y en el cual se le rindió homenaje al recientemente fallecido Viviano Aguilera, quien fue el creador de este gran evento.. Es considerado el concurso de belleza de adolescentes y modelos juvenil más importante de Venezuela.
El primer certamen de belleza fue celebrado en 1996 y desde entonces se ha venido realizando ininterrumpidamente. Las ganadoras más conocidas incluyen a Hannelly Quintero (2005—Zulia), Silvana Santaella (2000—Municipio Libertador), Mónica Bsereni (2002—Aragua) y Andreína Castro (2007-Carabobo).

## Ganadoras
| Año  | Teen Model Venezuela     | Estado o Región      |
| ---- | ------------------------ | -------------------- |
| 1996 | Jéssica Madureri         | Mérida               |
| 1997 | Ana Valentina Montero    | Península Guajira    |
| 1998 | Stephanie Lorenzo        | Vargas               |
| 1999 | Yessika Urritazo         | Yaracuy              |
| 2000 | Silvana Santaella        | Municipio Libertador |
| 2001 | Ingrid Mora (Destituida) | Isla de Margarita    |
| 2001 | Liliana Da Silva         | Portuguesa           |
| 2002 | Mónica Bsereni           | Aragua               |
| 2003 | María Eugenia Romero     | Distrito Capital     |
| 2004 | Marilyn Ferreira         | Miranda              |
| 2005 | Hannelly Quintero        | Zulia                |
| 2006 | Solange Romero           | Lara                 |
| 2007 | Andreína Castro          | Carabobo             |
| 2008 | Daniela Guerrero         | Delta Amacuro        |
| 2009 | Caroline Medina          | Aragua               |
| 2010 | Valeria Vespoli          | Monagas              |
| 2011 | Valentina Sánchez        | Nueva Esparta        |
| 2012 | Gema Zarina Asuaje       | Zulia                |